# Maria Anna von Portugal (1861–1942)

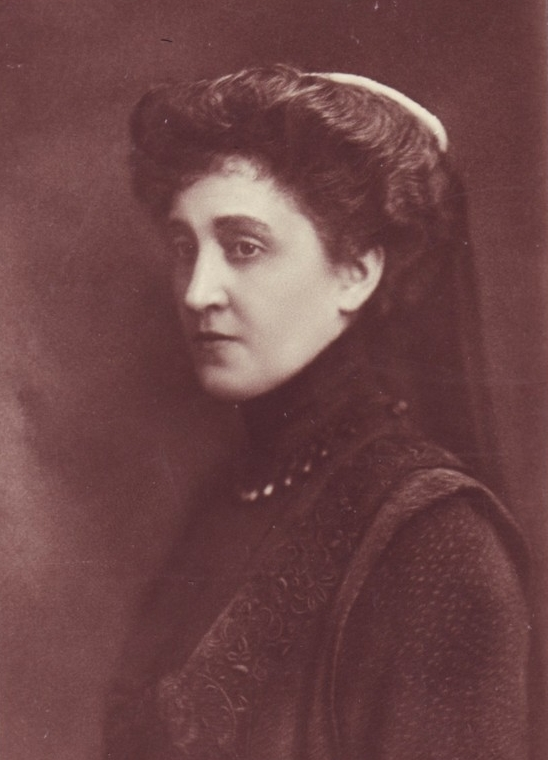
Maria Anna de Bragança

Maria Anna do Carmo de Bragança (portugiesisch Dona Maria Ana do Carmo Henrique Teresa Adelaide Joana Carolina Inês Sofia Eulália Leopoldina Isabel Bernardina Micaela Gabriela Rafaela Francisca de Assis e de Paula Inácia Gonzaga de Bragança) (* 13. Juli 1861 in Bronnbach an der Tauber, jetzt: Wertheim; † 31. Juli 1942 in New York) war eine Infantin von Portugal aus dem Haus Braganza, durch Heirat Großherzogin von Luxemburg und Herzogin von Nassau, sowie Regentin des Großherzogtums Luxemburg von 1908 bis 1912.

## Kindheit und Jugend
Maria Anna wurde am 13. Juli 1861 in Bronnbach im heutigen Baden-Württemberg als Tochter des exilierten portugiesischen Königs Michael I. und seiner Frau Prinzessin Adelheid von Löwenstein-Wertheim-Rosenberg geboren. Da ihr Vater seit 1834 aus Portugal verbannt war, wuchs sie in Deutschland und Österreich auf. Nach dem Tod ihres Vaters 1866 übernahm ihre Mutter die Erziehung, die stark von katholischer Tradition und monarchistischen Werten geprägt war. Über ihre frühen Jahre ist wenig bekannt, doch erhielt sie eine standesgemäße Ausbildung mit Schwerpunkt auf Sprachen, Religion und höfischer Etikette. 

## Hochzeit und Großherzogin von Luxemburg
Am 21. Juni 1893 heiratete Maria Anna auf Schloss Fischhorn in Österreich den luxemburgischen Erbgroßherzog Wilhelm, der 1905 als Wilhelm IV. den Thron bestieg. Die Ehe festigte die Verbindung zwischen dem Haus Braganza und dem Luxemburger Herrscherhaus. Das Paar hatte sechs Töchter, darunter die spätere Großherzogin Marie-Adelheid.
Als Wilhelm IV. ab 1908 aufgrund einer schweren Erkrankung regierungsunfähig wurde, übernahm Maria Anna zunächst die Statthalterschaft und nach seinem Tod 1912 für einige Monate die Regentschaft für ihre noch unmündige Tochter. Ihre Amtszeit war geprägt von politischer Zurückhaltung, stand aber im Spannungsfeld zwischen ihrer streng katholischen Haltung und den liberalen Strömungen in Luxemburg.

## Späte Jahre und Exil
Nach dem Ende ihrer Regentschaft 1912 zog sich Maria Anna aus der aktiven Politik zurück, blieb aber als Großherzogin-Witwe eine präsente Figur des Hofes. Die Abdankung ihrer ältesten Tochter Marie-Adelheid 1919 und die Thronbesteigung ihrer zweiten Tochter Charlotte markierten eine neue Ära, in der Maria Anna vor allem als Beraterin in Familienfragen wirkte.
Während des Zweiten Weltkriegs floh sie 1940 vor der deutschen Besetzung Luxemburgs zunächst nach Kanada und später in die USA. Trotz ihres hohen Alters blieb sie ein Symbol des Widerstands der luxemburgischen Monarchie. Maria Anna starb am 31. Juli 1942 in New York und wurde nach Kriegsende in der Kathedrale von Luxemburg beigesetzt.

## Nachwirken und Rezeption
Maria Annas Rolle als letzte Großherzogin aus dem 19. Jahrhundert und erste Regentin Luxemburgs im 20. Jahrhundert wird heute ambivalent betrachtet. Einerseits sicherte sie durch ihre Regentschaft den Fortbestand der Monarchie, andererseits blieb sie stets eine Vertreterin der konservativen Adelswelt. In Luxemburg ist sie weniger präsent als ihre Töchter Marie-Adelheid und Charlotte, doch ihre Flucht 1940 symbolisierte den Widerstand des Herrscherhauses gegen die NS-Besatzung.

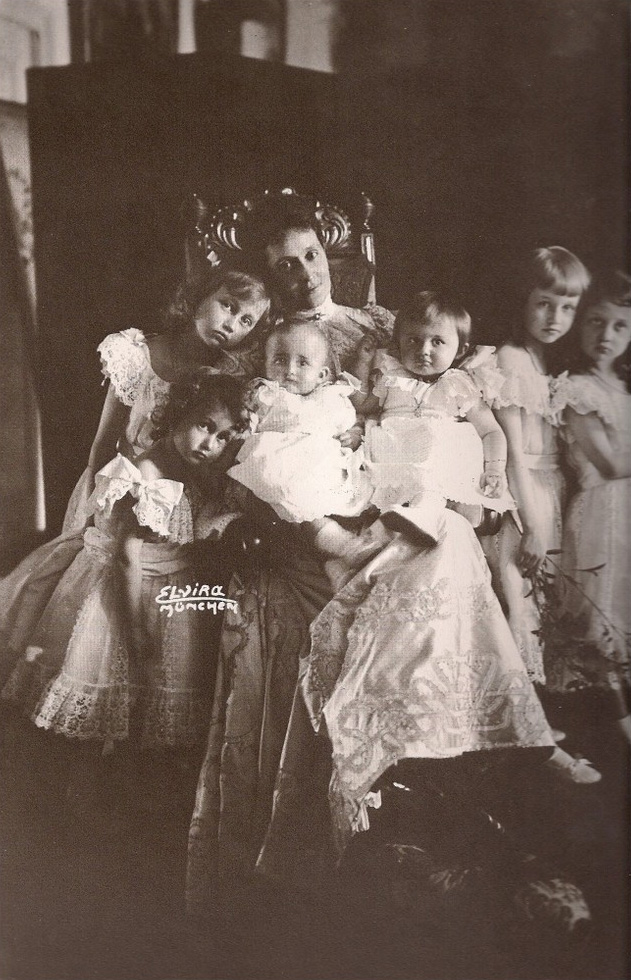
Maria Anna mit ihren sechs Töchtern, 1902 (Aufnahme vom Hofatelier Elvira, München)

## Nachkommen
Maria Anna und Großherzog Wilhelm IV. von Luxemburg hatten sechs Töchter:
1. Marie Adelheid (1894–1924), Großherzogin von Luxemburg
2. Charlotte (1896–1985), Großherzogin von Luxemburg; ⚭ Prinz Felix von Bourbon-Parma (1893–1970)
3. Hilda (1897–1979); ⚭ Fürst Adolf zu Schwarzenberg (1890–1950)
4. Antonia (1899–1954); ⚭ Kronprinz Rupprecht von Bayern (1869–1955)
5. Elisabeth (1901–1950); ⚭ Prinz Ludwig Philipp von Thurn und Taxis (1901–1933)
6. Sophie (1902–1941); ⚭ Prinz Ernst Heinrich von Sachsen (1896–1971)